# Municipio de Des Moines (condado de Boone)
El municipio de Des Moines (en inglés: Des Moines Township) es un municipio ubicado en el condado de Boone en el estado estadounidense de Iowa. En el año 2010 tenía una población de 13602 habitantes y una densidad poblacional de 129,98 personas por km².

## Geografía
El municipio de Des Moines se encuentra ubicado en las coordenadas 42°4′40″N 93°52′53″O / 42.07778, -93.88139. Según la Oficina del Censo de los Estados Unidos, el municipio tiene una superficie total de 104.65 km², de la cual 104.1 km² corresponden a tierra firme y (0.52%) 0.55 km² es agua.

## Demografía
Según el censo de 2010, había 13602 personas residiendo en el municipio de Des Moines. La densidad de población era de 129,98 hab./km². De los 13602 habitantes, el municipio de Des Moines estaba compuesto por el 96.76% blancos, el 0.74% eran afroamericanos, el 0.32% eran amerindios, el 0.42% eran asiáticos, el 0.01% eran isleños del Pacífico, el 0.5% eran de otras razas y el 1.26% pertenecían a dos o más razas. Del total de la población el 1.89% eran hispanos o latinos de cualquier raza.